# デポルティーボ・ペタレFC
デポルティーボ・ミランダFC（Deportivo Miranda Fútbol Club (旧称はデポルティーボ・イタリアFC（Deportivo Italia Fútbol Club）、デポルティーボ・イタルチャカオ（Deportivo Italchacao）、デポルティーボ・ペタレFC（Deportivo Petare Fútbol Club）、ペタレFC（Petare Fútbol Club）)）は、ベネズエラの首都カラカスを本拠地とするサッカークラブである。

## 歴史

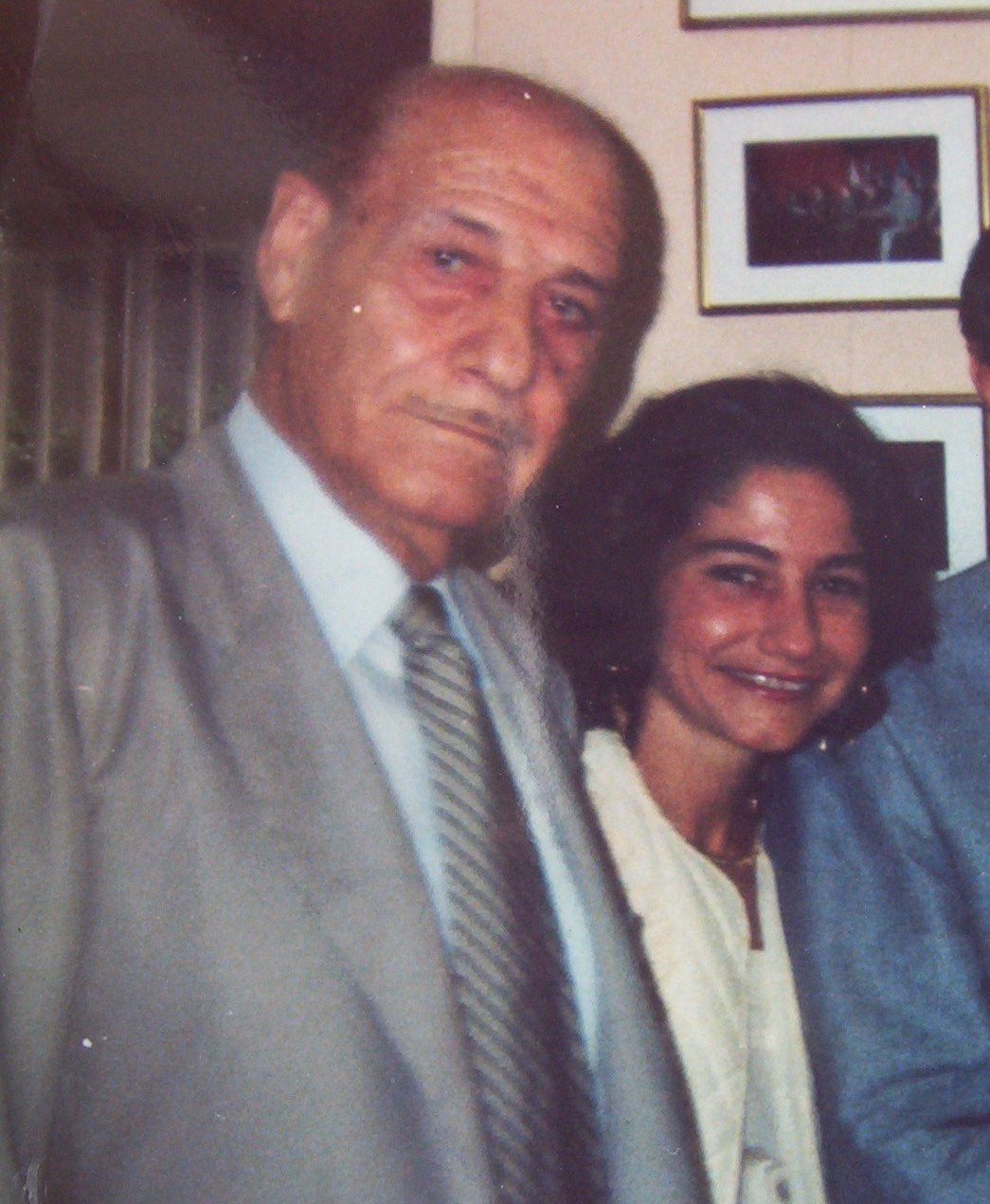
ポンペオ・ダンブロシオ

クラブは1948年8月18日に9人のイタリア系移民（Carlo Pescifeltri、Lorenzo Tommasi、Bruno Bianchi、Giordano Valentini、Samuel Rovatti、Angelo Bragaglia、Giovanni de Stefano、Giuseppe Pane、Alfredo Sacchi）によってデポルティーボ・イタリアFC（Deportivo Italia Fútbol Club）の名称で創設された。
1958年、ミノ・ダンブロシオが彼の兄弟ポンペオ・ダンブロシオとともにデポルティーボ・イタリアの運営を掌握した。デポルティーボ・イタリアはその後20年間にわたってベネズエラで最も成功したチームになった。この黄金時代には、ベネズエラ1部リーグに4回（1961、1963、1966、1972）、コパ・ベネスエラに3回（1961、1962、1970）優勝して、準優勝も1部リーグで5回（1965、1968、1969、1970、971）、コパ・ベネスエラで1回（1976）あった。またコパ・リベルタドーレスにも6度出場した（1964、1966、1967、1969、1971、1972）。1971年のコパ・リベルタドーレスでは、デポルティーボ・イタリアはエスタジオ・ド・マラカナンでブラジルチャンピオンのフルミネンセを1-0で破った。その試合は「ペケーニョ・マラカナソ（小さなマラカナソ）」の名でよく知られる。
2008-09シーズンにはエドゥアルド・サラゴ監督の指揮の下、リーグ前期優勝を果たしコパ・リベルタドーレス2010の出場権を得た。
2010年夏、クラブ名をデポルティーボ・ペタレ（Deportivo Petare）に改名した。
2023年2月9日、2023シーズンからデポルティーボ・ミランダ（Deportivo Miranda）へ名称を変更することを発表した。

## クラブ名の遍歴
| 年   | クラブ名                         |
| ---- | -------------------------------- |
| 1948 | デポルティーボ・イタリアFC       |
| 1996 | デポルティーボ・チャカオFC       |
| 1998 | デポルティーボ・イタルチャカオFC |
| 2006 | デポルティーボ・イタリアFC       |
| 2010 | デポルティーボ・ペタレFC         |
| 2015 | ペタレFC                         |
| 2018 | デポルティーボ・ペタレFC         |
| 2023 | デポルティーボ・ミランダFC       |

## タイトル

### 国内
プリメーラ・ディビシオン
- 1961, 1963, 1966, 1972, 1999

コパ・ベネズエラ
- 1961, 1962, 1970